# باقالی‌ها
باقالی‌ها (نام علمی: Faboideae) نام یک زیرخانواده از تیره باقلاییان است. طاووسی، نیلیان، علف ماد، ملیلتوس و فازئولآ نمونه‌هایی از طایفه‌های این زیرخانواده هستند.